# Diplophos rebainsi
Diplophos rebainsi és una espècie de peix pertanyent a la família dels gonostomàtids.

## Descripció
- Pot arribar a fer 25 cm de llargària màxima.
- 11-13 radis tous a l'aleta dorsal i 47-53 a l'anal.
- El color del cap varia entre gris i marró negrós. Els flancs són de color groc pàl·lid.
- Aletes incolores, llevat de la caudal (té melanòfors) i de la dorsal (presenta una pigmentació clara).[5][6]

## Hàbitat
És un peix marí, mesopelàgic i batipelàgic que viu entre 900 i 2.000 m de fondària, tot i que els joves pugen a prop de la superfície durant la nit i els adults (si més no, a l'Atlàntic sud i el Pacífic sud-oriental) viuen entre 100 i 2.000 m de profunditat.

## Distribució geogràfica
Es troba al Pacífic sud-occidental (Nova Zelanda), el Pacífic sud-oriental (Xile) i l'Atlàntic sud.

## Observacions
És inofensiu per als humans.